# Ande, ríase "usté" con el Arca de Noé
Ande, ríase "usté" con el Arca de Noé es una historieta creada por Francisco Ibáñez en 1960 para la revista El Campeón de las Historietas que muestra las cómicas peripecias de una peculiar agencia de animales.

## Características
La serie se desarrolla en una agencia encargada de suministrar a sus clientes todo tipo de animales de características extravagantes: caballos capaces de jugar al ajedrez, burros capaces de tocar el saxofón, monos capaces de recitar la lista de los reyes godos y los jugadores del Madrid, etc.
Los trabajadores de la agencia son Noé (en clara referencia al Noé bíblico) un jefe despótico y gruñón y su subalterno Pepe, un hombre no muy avispado y de apetito voraz hasta el punto de que suele salir comiendo algo distinto en cada una de las viñetas en las que aparece, desde una cabeza de cerdo hasta la propia alfalfa del burro que está cuidando.
La serie era particularmente surrealista y disparatada, algo reforzado por el tercer personaje de la serie, el pulpo de Don Noé. Era éste un cefalópodo con 4 tentáculos que normalmente reforzaba las acciones y actitudes de su dueño, habitualmente haciendo los mismos gestos que éste, aunque en ocasiones le ayudaba a sujetar objetos o realizaba alguna otra actividad paralela.
Las historietas de la serie ocupaban cada una dos tercios de página en vertical, ya que el tercio restante se usaba para publicar chistes y pasatiempos en una columna lateral.

## Trayectoria editorial
La serie apareció en 1960 y se publicó en los 49 primeros números de la revista El Campeón de las Historietas y en algún número de El DDT.

## Influencia
La serie está inspirada en la historieta de Vázquez La Osa Mayor, agencia teatral. Se cree que además Vázquez fue la inspiración para crear el personaje de Pepe, al igual que el habitante de la buhardilla de 13, Rue del Percebe.